# توماس جوزيف ووكر
توماس جوزيف ووكر (بالإنجليزية: Thomas Joseph Walker)‏ هو قاضي أمريكي، ولد في 25 مارس 1877 في Plymouth, Pennsylvania ‏ في الولايات المتحدة، وتوفي في 18 يناير 1945 في نيويورك في الولايات المتحدة.